# Euphrosyne Staritskaïa
Euphrosyne Andreïevna Staritskaïa (en russe : Ефросинья Андреевна Старицкая), née Khovanskaya en 1516 et morte le 20 octobre 1569, est une noble russe.
Elle était mariée à André de Staritsa, le frère cadet de Vassili III et l'oncle d'Ivan IV.

## Biographie
En 1533, Euphrosyne épouse André de Staritsa,, le frère cadet de Vassili III, qui leur donne la permission de se marier. Elle est décrite comme ambitieuse et énergique. Elle souhaite que la famille Staritsky influence la régence d'Ivan IV et orchestre un complot pour destituer la régente Hélène Glinskaïa, la mère d'Ivan. Elle échoue et est emprisonnée avec son fils Vladimir et son conjoint, qui meurt en prison.
En 1541, elle est libérée avec son fils Vladimir qui se voit restituer son héritage : « le grand-prince Ivan Vassilievitch de toute la Russie accorda, sur l'intercession de son père Joasaphe, le métropolite de toute la Russie, et de ses boyards, le prince Vladimir Andreïevitch et sa mère, la princesse Efrosinya, l'épouse du prince André Ivanovitch, d'être libérés de détention, et le prince Vladimir reçoit l'ordre d'être à la cour de son père, le prince André Ivanovitch, et avec sa mère ».

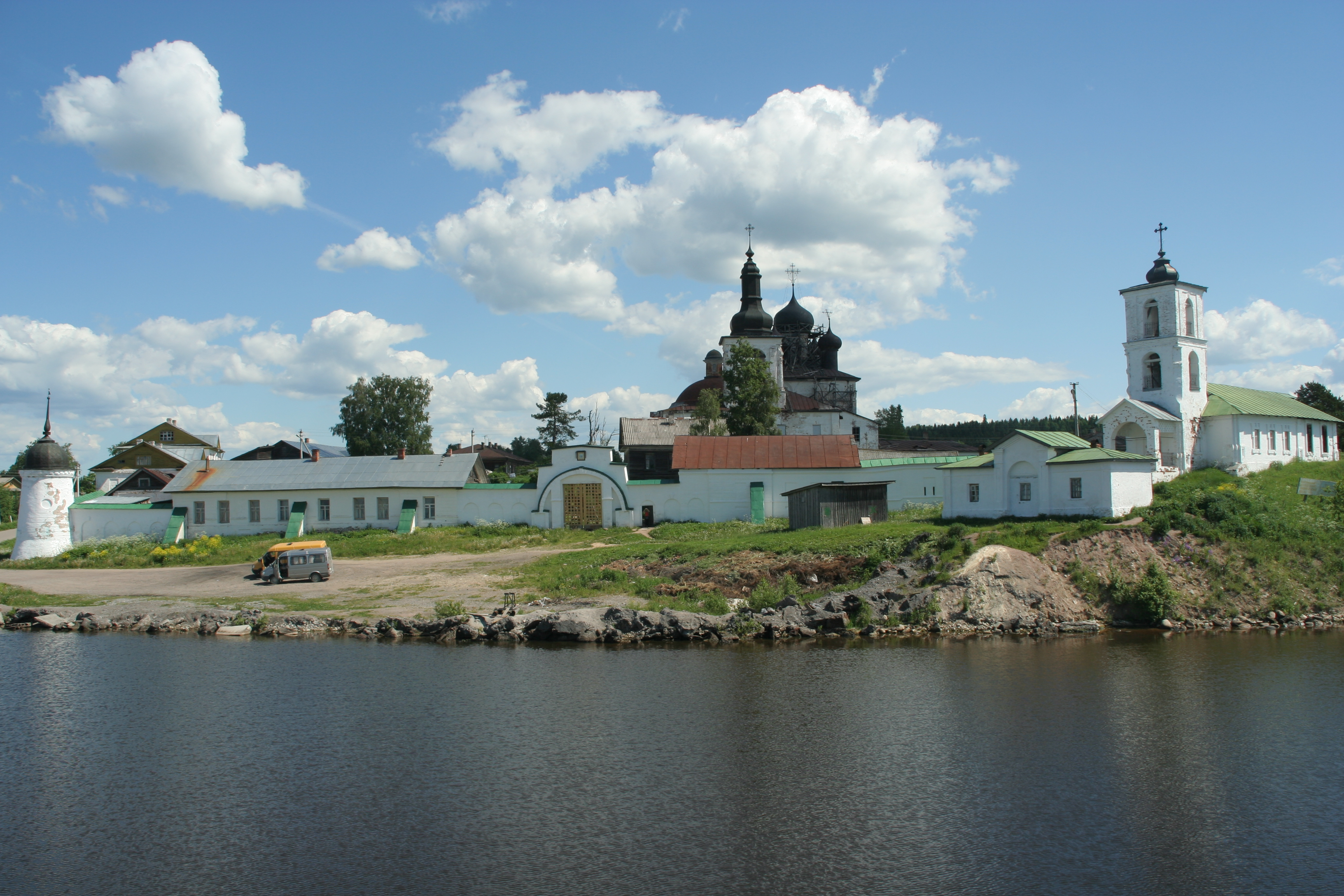
Le monastère de Goritsy près de Vologda, fondé par Euphrosyne.

Après la mort de la régente Hélène, Euphrosyne retourne à la cour avec son fils et réussit à influencer le tsar pour qu'il restitue les terres confisquées à son époux. En 1550, elle arrange le mariage de son fils avec Evdokia Nagaya et s'allie à la faction de la cour de Belsky afin de placer son fils Vladimir sur le trône,. Elle crée des alliances avec des familles de boyards en les incluant dans sa maison dans sa principauté de Staritsa, et dote la principauté de sa propre armée. Pendant la maladie d'Ivan IV en 1553, elle défend activement les prétentions de son fils au trône. Cependant, son complot échoue car elle ne réussit pas à obtenir le soutien de la Douma des boyards, ni la pleine coopération de son fils. En réponse, elle garde elle-même le sceau et le contrôle de la principauté familiale et refuse de le donner à son fils, même s'il n'était plus mineur. Une fois rétabli, Ivan IV lui-même fait inscrire à Vladimir, dans son serment, la promesse de ne pas protéger sa mère si, à nouveau, elle « projetait de lui faire du mal ».
Pendant la guerre de Livonie, Vladimir est honoré pour sa conduite au combat et gagne en popularité, ce qui fait craindre au tsar qu'Euphrosyne n'utilise la popularité de son fils contre lui. En 1563, Euphrosyne est arrêtée et jugée pour conspiration présumée et condamnée à vivre dans un couvent. Elle est cependant autorisée à conserver son propre personnel au sein du couvent, à effectuer des pèlerinages et à rester informée des affaires politiques, et le verdict a donc un effet réel limité sur son activité. En 1569, Ivan IV soupçonne à nouveau Vladimir d'être l'objet de complots pour le placer sur le trône, orchestrés par sa mère : il donne l'ordre qu'elle soit exécutée, ce qui est fait.